# جیمز رودی رودریگز
جیمز رودی رودریگز  (انگلیسی: James Roday Rodriguez؛ زادهٔ ۴ آوریل ۱۹۷۶) یک هنرپیشه، کارگردان و نویسنده اهل ایالات متحده آمریکا است. وی از سال ۱۹۹۹ میلادی تاکنون مشغول فعالیت بوده‌است. او به خاطر بازی در سریال غیب‌گو شناخته می‌شود.
وی بازیگر فیلم‌هایی همچون وقت نمایش ، غیب‌گو: فیلم، به‌زودی و دبلیودبلیوئی راو بوده است.